# Стригун Назар Федорович
Назар Федорович Стригун (нар. 13 травня 1972 року, Львів, Україна) — український актор театру та кіно, диктор та актор дубляжу, директор та продюсер проєкту «ТЕЛЬНЮК: Сестри» (Сестри Тельнюк).

## Життєпис
Закінчив Київський національний університет театру, кіно і телебачення імені І. К. Карпенка-Карого 1992 року.
Протягом 1992—2000 рр. — провідний актор Національного академічного українського драматичного театру ім. М.Заньковецької, за плечима якого більше 20 головних ролей. Мешкає в Києві.

## Доробок

### Вистави
«Ромео і Джульєтта», «Гамлет», «У неділю рано зілля копала…», «Дім божевільних», «Мартин Боруля», «Маклена Граса» та чимало інших.

### Фільмографія
- 1996 - «Роксолана»
- 1991 - «Карпатське золото»
- 1991 - «Останній бункер»
- 1990 - «Яма»

## Родина
Народився в родині акторів. Батько — Стригун Федір Миколайович — український режисер, народний артист України, тривалий час головний режисер та художній керівник Національного академічного українського драматичного театру ім. М.Заньковецької. Мати — Литвиненко Таїсія Йосипівна — народна артистка України, провідна акторка Національного академічного українського драматичного театру ім. М. Заньковецької. Має брата Юрія. Дружина — Галина Тельнюк, народна артистка України, учасниця проєкту «ТЕЛЬНЮК: Сестри».